# یانگ شیولی
یانگ شیولی (انگلیسی: Yang Xiuli؛ زادهٔ ۱ سپتامبر ۱۹۸۳) جودوکار اهل چین است. از افتخارات وی میتوان به کسب مدال طلا وزن ۷۸ کیلوگرم در بازی‌های المپیک تابستانی ۲۰۰۸ اشاره کرد.